# Руднянська волость
Руднянська волость — історична адміністративно-територіальна одиниця Богучарського повіту Воронізької губернії з центром у селі Рудня.
Станом на 1880 рік складалася 3 поселень, 3 сільських громад. Населення — 7985 осіб (3966 чоловічої статі та 4019 — жіночої), 1101 дворове господарство.
|                     | Площа, десятин | У тому числі орної, дес. |
| ------------------- | -------------- | ------------------------ |
| Сільських громад    | 16416          | 13474                    |
| Приватної власності | 13             | —                        |
| Іншої власності     | 164            | 164                      |
| Загалом             | 16593          | 13338                    |

Поселення волості на 1880 рік:
- Рудня — колишнє державне село при річці Нова Толучеєвка за 87 верст від повітового міста, 3049 осіб, 479 дворів, православна церква, 2 лавки.
- Нова Толучеєва — колишня державна слобода при річці Нова Толучеєвка, 2407 осіб, 340 дворів, православна церква, 2 лавки.
- Ясеновка — колишня державна слобода при річці Нова Міловатка, 1303 особи, 224 двори, православна церква, 2 лавки.

За даними 1900 року у волості налічувалось 6 поселень зі змішаним українським й російським населенням, 3 сільських товариства, 173 будівлі та установи, 1487 дворових господарств, населення становило 8604 особи (4237 чоловічої статі та 4367 — жіночої).
1915 року волосним урядником був Семен Фокійович Водолажський, старшиною — Яків Олексійович Степанцев, волосним писарем — Охрим Кирилович Маслов.